# Stazione di Gropello Cairoli
Stazione di Gropello Cairoli vasútállomás Olaszországban, Lombardia régióban, Gropello Cairoli településen.

## Vasútvonalak
Az állomást az alábbi vasútvonalak érintik:
- Vercelli–Pavia-vasútvonal

## Kapcsolódó állomások
A vasútállomáshoz az alábbi állomások vannak a legközelebb:
- Stazione di Villanova d'Ardenghi
- Stazione di Garlasco